# Petit Triangle

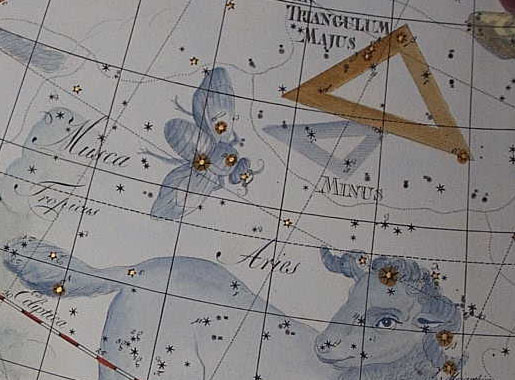
Constellation du Petit Triangle.

Le Petit Triangle (en latin Triangulum Minus) était une constellation créée par l'astronome polonais Johannes Hevelius à la fin du XVIIe siècle. Elle est formée de trois petites étoiles de cinquième magnitude situées au sud de la constellation du Triangle, qui sont ι (=6), 10 et 12 Trianguli.